# 德拉古廷·舒尔贝克
德拉古廷·舒尔贝克（1946年8月8日—2018年7月15日），克罗地亚乒乓球运动员。他曾获得2枚世界乒乓球锦标赛金牌。他也参加了1992年夏季奥林匹克运动会乒乓球比赛。